# عمر مرموش
عمر خالد محمد عبد السالا مرموش (زادهٔ ۷ فوریهٔ ۱۹۹۹) بازیکن فوتبال اهل مصر که به عنوان مهاجم برای باشگاه منچستر سیتی در لیگ برتر انگلیس و تیم ملی مصر بازی می‌کند.
از باشگاه‌هایی که در آن بازی کرده است می‌توان به وولفسبورگ، سن پائولی، اشتوتگارت، آینتراخت فرانکفورت و منچستر سیتی اشاره کرد.
او زننده بهترین گل فصل لیگ‌برتر انگلستان در فصل ۲۰۲۴–۲۰۲۵ به باشگاه بروموث بود.
وی همچنین در رده‌های زیر ۲۰ سال و زیر ۲۳ سال مصر، و بزرگسالان مصر نیز بازی کرده است.